# Hefplatform

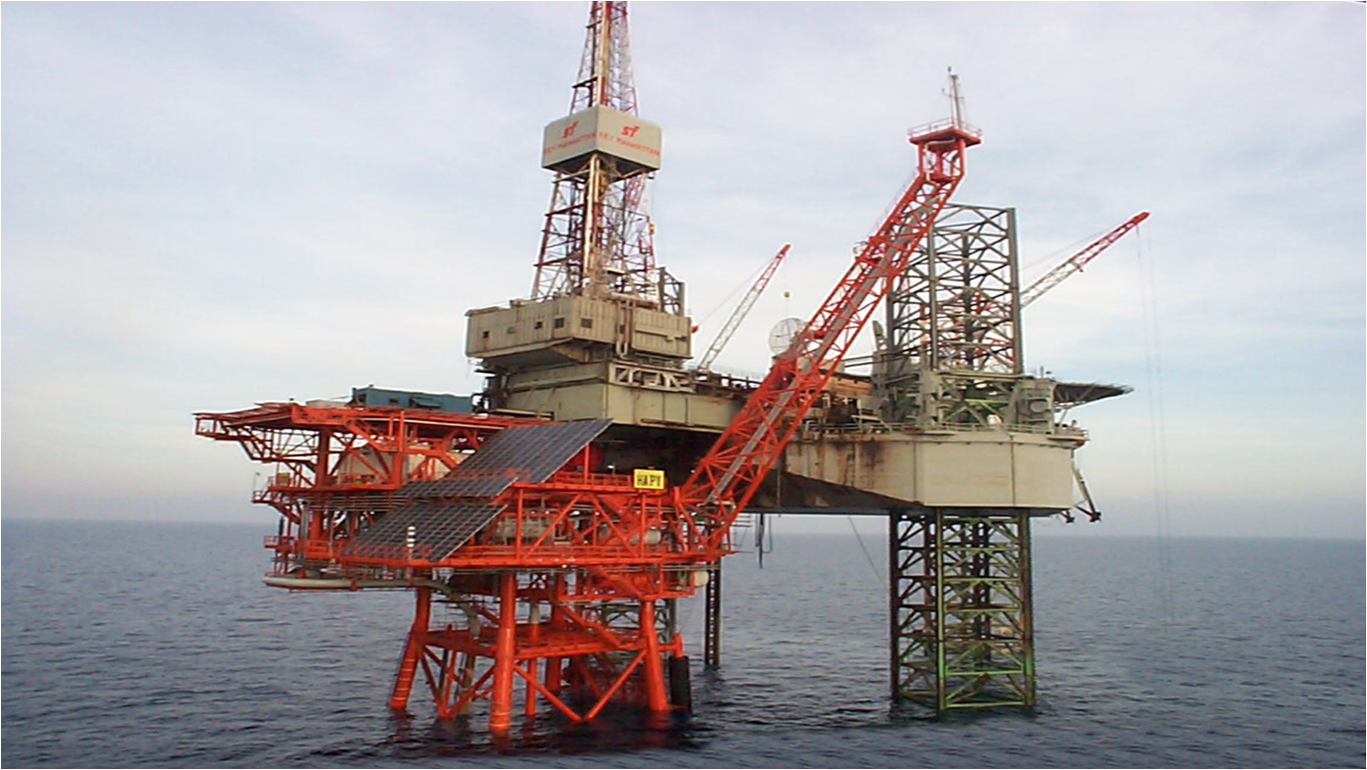
Hefplatform tijdelijk over het vaste platform Hapy geplaatst om daar te boren

Een hefplatform, hefeiland of jack-up is een drijvend werkplatform dat voorzien is van een aantal poten waarmee het eiland kan staan op de zee-, meer- of rivierbodem, zodat het onafhankelijk van zeegang en deining kan werken. Een hefplatform is over het algemeen driehoekig of rechthoekig en heeft afhankelijk van de vorm drie of meer poten. Door deze poten is het mogelijk om het platform te laten staan op de zeebodem tot dieptes van ongeveer 120 meter.
Dit type platform wordt vaak gebruikt als een mobiele buitengaatse booreenheid (mobile offshore drilling unit, MODU) of gecombineerd boor- en productieplatform. Er zijn ook varianten die als tijdelijk platform naast een vast platform geplaatst kunnen worden om bijvoorbeeld bij groot onderhoud extra accommodatie en werkruimte te bieden.

## Constructie
Door de vorm en het doel van het platform heeft het beperkingen waardoor het niet beschikt over een voortstuwing. Sommige hefplatformen hebben zelf een mogelijkheid om zichzelf op het water voort te bewegen, meestal echter worden ze door een boot naar de werkplek gebracht. Het transport over korte afstanden gebeurt door sleepboten of ankerbehandelingssleepboot (AHT), maar voor langere afstanden maakt men gebruik van een halfafzinkbaar schip.
De poten van de eilanden kunnen bestaan uit buizen (zowel bij kleine als bij grote eilanden), uit gelaste vierhoekige constructies (middelgrote eilanden) of uit een vakwerkconstructie (grote eilanden). Er zijn twee manieren om deze poten op de zeebodem te laten rusten:
- independent leg jackups, de basis van elke poot bestaat uit een spud. Deze spud bestaat uit een metalen plaat, ontworpen om de druk van het platform te verdelen en om ervoor te zorgen dat de poot zich niet in de bodem drijft
- mat-supported jackups, alle poten rusten op een enkele mudmat. Dit wordt alleen bij zachte bodems gebruikt

Daarnaast kan onderscheid gemaakt worden tussen platforms waarbij de boortoren boven een uitsparing (slot) in de achterzijde wordt geschoven en platforms waarbij de boortoren achter de romp geschoven kan worden op cantilevers. Met deze laatste versie kan de boortoren over een vast platform worden geplaatst, zodat er via geleiders (conductors) door het onderstel (jacket) geboord kan worden.
Waar bij drijvende platforms de eruptieafsluiter (blowout preventer, BOP) door de scheepsbewegingen op de zeebodem geplaatst moet worden, kan deze bij een jackup aan dek worden geplaatst. Hierdoor kunnen deze eenvoudiger en goedkoper zijn. Over het geheel geldt dat jackups goedkoper te bouwen zijn door de relatief eenvoudige constructie en apparatuur en ook goedkoper in gebruik zijn met een kleinere bemanning.

## Werking
Wanneer een hefplatform op zijn bestemming is aangekomen, worden de poten op de zeebodem gezet. Waterjets of gecomprimeerde lucht wordt gebruikt om de bodem vrij te maken tijdens het plaatsen van de poten; dit proces wordt spudding-in genoemd. De poten worden gesynchroniseerd op en neer bewogen, zodat het platform altijd horizontaal blijft. Om er zeker van te zijn dat als het eiland boven water op zijn poten staat er zich geen verzakkingen kunnen voordoen, worden de poten eerst voorgedrukt met een verhoogde kracht. Bij een eiland met vier of zes poten geschiedt dit door het eiland op twee poten te proberen op te drukken; bij een eiland met drie poten kan dit alleen door de compartimenten boven de betreffende poot te ballasten. Na het spudding-in zal het platform nog verder omhoog worden gebracht zodat het volledig vrij is van de golven en de zee. De meeste jackups zijn ontworpen om tot 30 voet (9 meter) met de poten in de zeebodem te zakken, maar tot 150 voet (45 meter) is voorgekomen.
De maximale waterdiepte waarin een jackup kan werken, hangt naast de lengte van de poten ook af van de bodemgesteldheid en de weersomstandigheden. In zachtere grond zullen de poten dieper wegzinken, terwijl in gebieden met zwaarder weer de wind- en golfbelasting hoger zal zijn waardoor de jackup minder diep kan werken.

## Gebruik
De grotere platforms worden veelal gebruikt voor olieboringen, vooral proefboringen, maar ook evaluatieboringen. Ze worden ook wel gebruikt als productieplatform, voor onderhoud aan de boorput (workover) en als accommodatieplatform. Kleinere platforms worden gebruikt voor plaatsing van en onderhoud aan haven- en kustwerken. Er zijn ook zelfheffende schepen uitgerust met kranen. In de Verenigde Staten worden deze liftboats al sinds de jaren 1950 toegepast. Door de groei van de windindustrie worden deze meer toegepast en worden deze ook groter.

## Aandrijvingen
Voor het heffen van de platforms langs de poten worden 3 typen aandrijving gebruikt:
- lieraandrijving, aan elke poot 2 lieren of een tweetrommellier (een lier bevestigd aan de bovenkant van de poot, de andere aan de onderkant.
- aandrijving door middel van hydraulische cilinders. De beweging gaat hier intermitterend
- tandheugel, de aandrijving van de rondsels kan hydraulisch zijn, maar meestal elektrisch

Lieraandrijving wordt enkel in de aannemerij gebruikt. Het tweede type wordt in de aannemerij, maar ook in de offshore gebruikt. Rack & pinion eilanden worden voornamelijk in de offshore gebruikt.
Eilanden met een lieraandrijving kunnen erg snel werken, maar hier gaat het om erg kleine eilanden. De eilanden met cilinders (jack-ups) hebben een intermitterende snelheid. Men moet zich realiseren dat de cilinders een vaste slag hebben. Als de palen op verschillende hoogtes in het water staan kan het in theorie voorkomen dat men per slag 4 keer één poot moet "verpakken". Rack & pinion gedreven eilanden hebben een continue beweging en kunnen het eiland dus snel uit de gevaarlijke zone van wel/niet drijven omhoog trekken.

## Geschiedenis

### DeLong

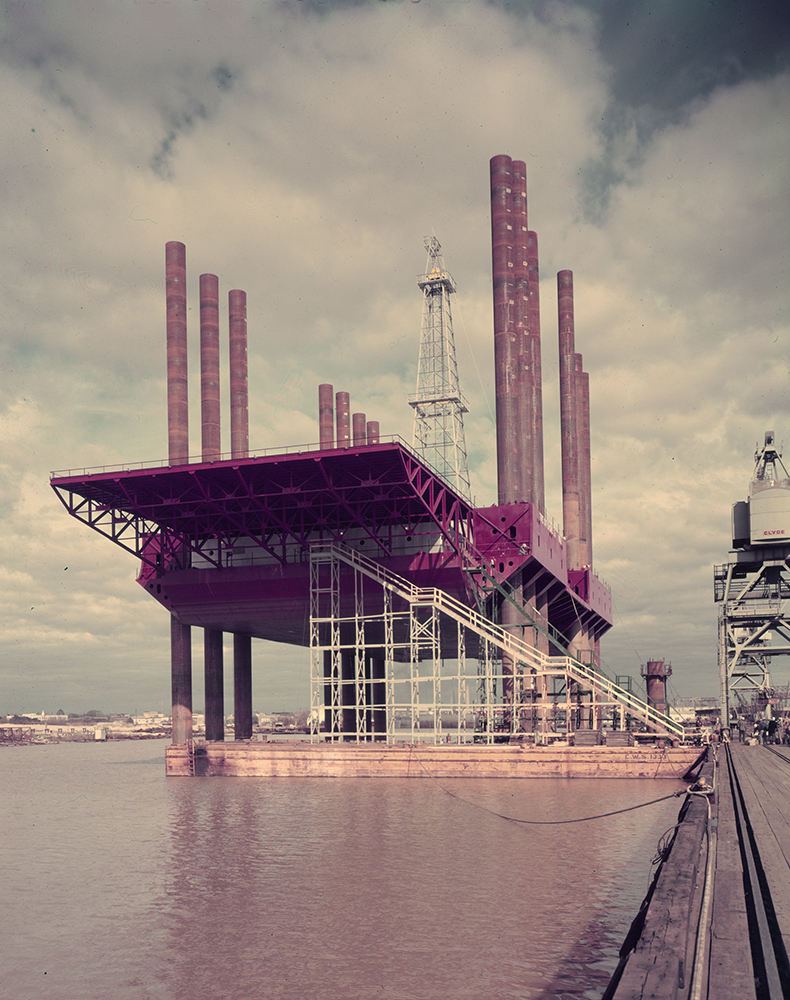
DeLong-platform bij Consolidated Western, Orange, Texas in 1955

Een vroege vorm van hefplatformen was het DeLong-platform. Leon B. DeLong was kolonel geweest in het Amerikaanse leger en had tijdens de landing in Normandië in de Mulberryhaven de Lobnitz-pieren gezien die gebaseerd waren op een ontwerp voor baggerschepen van de Schotse werf Lobnitz. Deze was voorzien van vier spudpalen waarmee ze op de bodem konden staan en daarmee zo verankerd waren. Normaal werden deze daarna los gezet zodat het ponton vrij mee kon bewegen met het tij, maar tijdens slecht weer kon het ponton opgeheven worden om zo te voorkomen dat de golven schade aan zouden richten. Het concept zou opnieuw worden toegepast als DeLong Pier tijdens de Vietnamoorlog bij de Cam Ranh Bay.
Na de oorlog werkte DeLong enige tijd voor Morrison-Knudsen tot hij in 1949 zijn eigen bedrijf begon, DeLong Engineering & Construction Company. Hij kreeg al snel een contract om in North Star Bay in het uiterste noordwesten van Groenland om een pier te construeren voor de Thule Air Base. Hij gebruikte hierbij het jack-up-principe dat daarna al snel populair werd. Hij verkocht daarna een aantal package ports aan het Army Transportation Corps en installeerde een DeLong-dok in de Orinoco in Venezuela.
Dit dok werd de basis voor het platform dat hij ontwikkelde voor gebruik in de offshore. In 1950 werd voor Magnolia Petroleum de DeLong Rig No. 1 gebouwd, bestaand uit een ponton met zes palen. Deze werd echter in 1953 als vast platform geïnstalleerd.
In 1953 ging DeLong een joint-venture aan met McDermott, waarna in 1954 voor Humble Oil de DeLong-McDermott No.1 werd gebouwd, de eerste verplaatsbare boorinstallatie. DeLong-McDermott werd daarna overgenomen door Southern Natural Gas Company en vormde zo The Offshore Company, waarna het platform Offshore No. 51 werd genoemd. Dit was een rechthoekig ponton met tien spudpalen. Onderaan deze palen waren spud cans bevestigd om te voorkomen dat een paal te diep in de zeebodem zou steken, wat het platform instabiel zou maken. Het werd gechartered aan Humble Oil die aanvankelijk sceptisch was, maar al snel overtuigd was van de capaciteiten van het platform. LeTourneau maakte platforms met drie poten, wat het mogelijk maakte om het gewicht omlaag te brengen en daarmee de prijs. The Offshore Company besloot om voor vier poten te gaan omdat het platform daarmee makkelijker voorgedrukt kan worden en daardoor sneller te plaatsen is. In 1955 werd Rig 52 gebouwd dat in meer dan 100 voet (30 meter) waterdiepte kon boren. In 1956 volgde de bij American Bridge in Orange gebouwde Rig 54 dat gebruik maakte van een hydraulisch systeem in plaats van het eerdere pneumatische systeem.

### Bethlehem

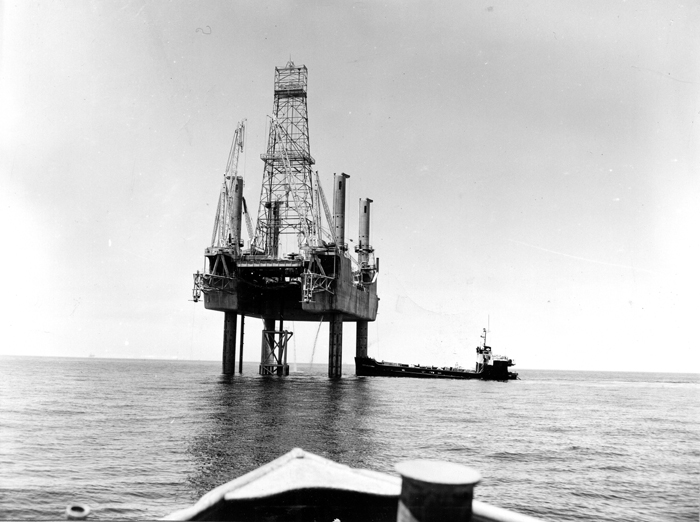
De Mr. Gus II in 1957

Bethlehem Shipbuilding bouwde in 1954 de Mr. Gus voor Glasscock Drilling van Charles Gus Glasscock. Het was ontwikkeld door Bethlehem Steel, de Texas A&M-universiteit, de Universiteit van Michigan, Greer & McClelland en het Stevens Institute of Technology. Dit was het eerste platform dat in meer dan 100 voet waterdiepte kon boren. Het bestond uit een ponton met daarbovenop een platform. Op locatie gleed het ponton langs de poten naar de zeebodem om daar als basis te dienen. Dit was dus meer jack-down dan jack-up. Tijdens de eerste test kwam het ponton scheef te hangen waardoor twee poten beschadigd raakten. Nadat dit gerepareerd was op de werf werd opnieuw een poging gewaagd, maar het platform kapseisde in een storm bij Padre Island nadat het net een boorput had voltooid voor Sun Oil. Daarmee werd het jack-down-principe verlaten en werd het platform herbouwd als jackup. In plaats daarvan kwam Bethlehem daarna met een mat die ondersteuning moest bieden op de zeebodem.

### LeTourneau

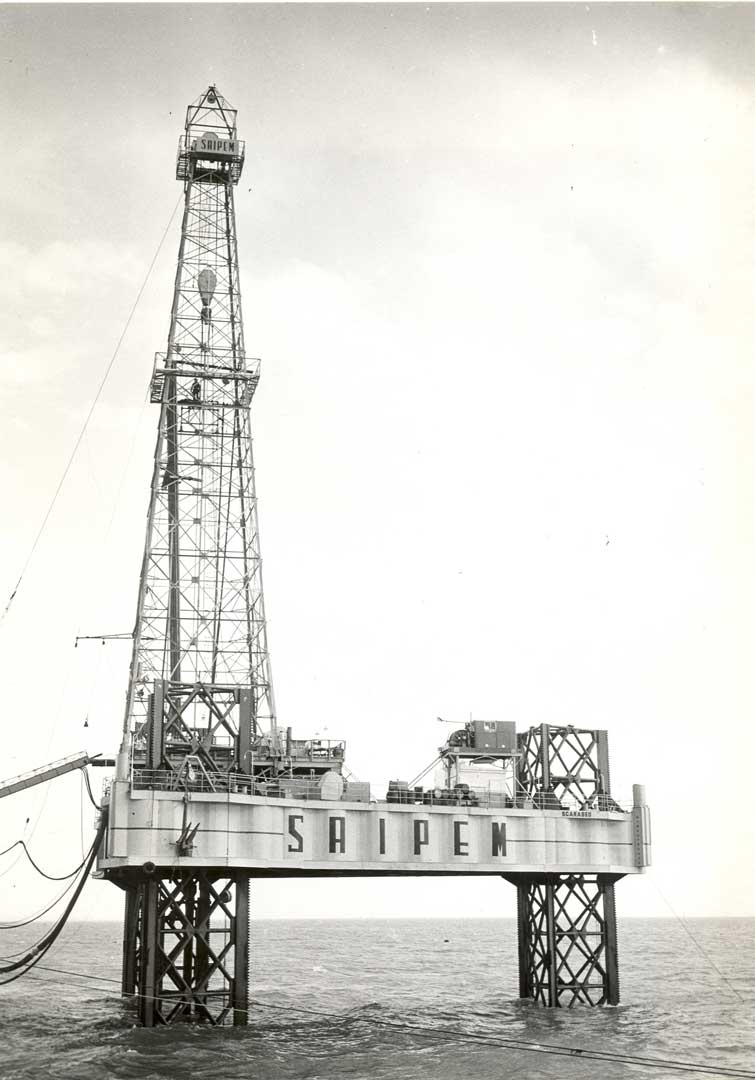
De Scarabeo van Saipem was in 1958 het eerste boorplatform in Europa

R.G. LeTourneau bracht het concept naar zijn moderne vorm door het ponton driehoekig te maken met drie poten voorzien van een open K-vakwerkconstructie die voldoende sterkte bood voor grotere waterdieptes, zonder de golfkrachten te vergroten zoals bij gesloten spudpalen het geval was. De poten werden daarbij via een tandheugel op en neer gelaten in plaats van met perslucht zoals bij DeLong. In 1955 werd zo de Scorpion gebouwd door LeTourneau Inc. voor Zapata Offshore van de latere president George H.W. Bush. De Scorpion werd in 1956 opgeleverd en bleek een groot succes. Daarop werd een tweede platform besteld en deze Vinegaroon werd in 1957 opgeleverd. Het ontwerp werd dat jaar beproefd door orkaan Audrey die beide platforms zonder schade doorstonden. De ontwikkelingen gingen snel en waar het tijdschrift Drilling het driehoekige ontwerp in 1955 nog ongewoon noemde, noemde het in 1958 een nieuw platform een conventioneel LeTourneau-ontwerp.

### Vroege groei
Eind jaren 1950 werden afzinkbare platforms (submersibles) niet meer gebouwd en was de jackup de keuze voor ondieper water. Voor dieper water werden het boorschip en het halfafzinkbaar platform (semisubmersible) ontwikkeld. Global Marine domineerde de markt voor boorschepen, Odeco die van semi's, terwijl in de markt van jackups The Offshore Company, Zapata en Penrod Drilling domineerden. Door de Suezcrisis was in 1956 het Suezkanaal enige maanden gesloten, waardoor de olieprijs steeg en investeringen toenamen. In 1957 daalde de olieprijs echter weer, wat voor veel kleinere bedrijven met grote leningen het einde betekende. Grotere, conservatievere bedrijven bleven over, wat een consolidatie tot gevolg had, maar ook betekende dat er nieuwe gebieden gezocht moesten worden voor het net gebouwde materieel. De eerste offshore-boorput werd echter door een Europees bedrijf geboord met een LeTourneau-platform. De Scarabeo van Saipem boorde in 1958 voor de kust bij Gela voor AGIP het Gela-veld aan. De eerste gasput op de Noordzee was Nordsee B-1 die op 20 mei 1964 werd aangeboord door de Mr. Louie van Reading & Bates voor het Deutsches Nordsee-Konsortium. Met 90% stikstof bleek dit echter een niet-commerciële put. De Sea Gem – een ponton met tien palen met het DeLong-patent – ontdekte in 1965 met West Sole het eerste gasveld op de Noordzee, maar kapseisde terwijl het zich voorbereidde om naar een volgende locatie te gaan.

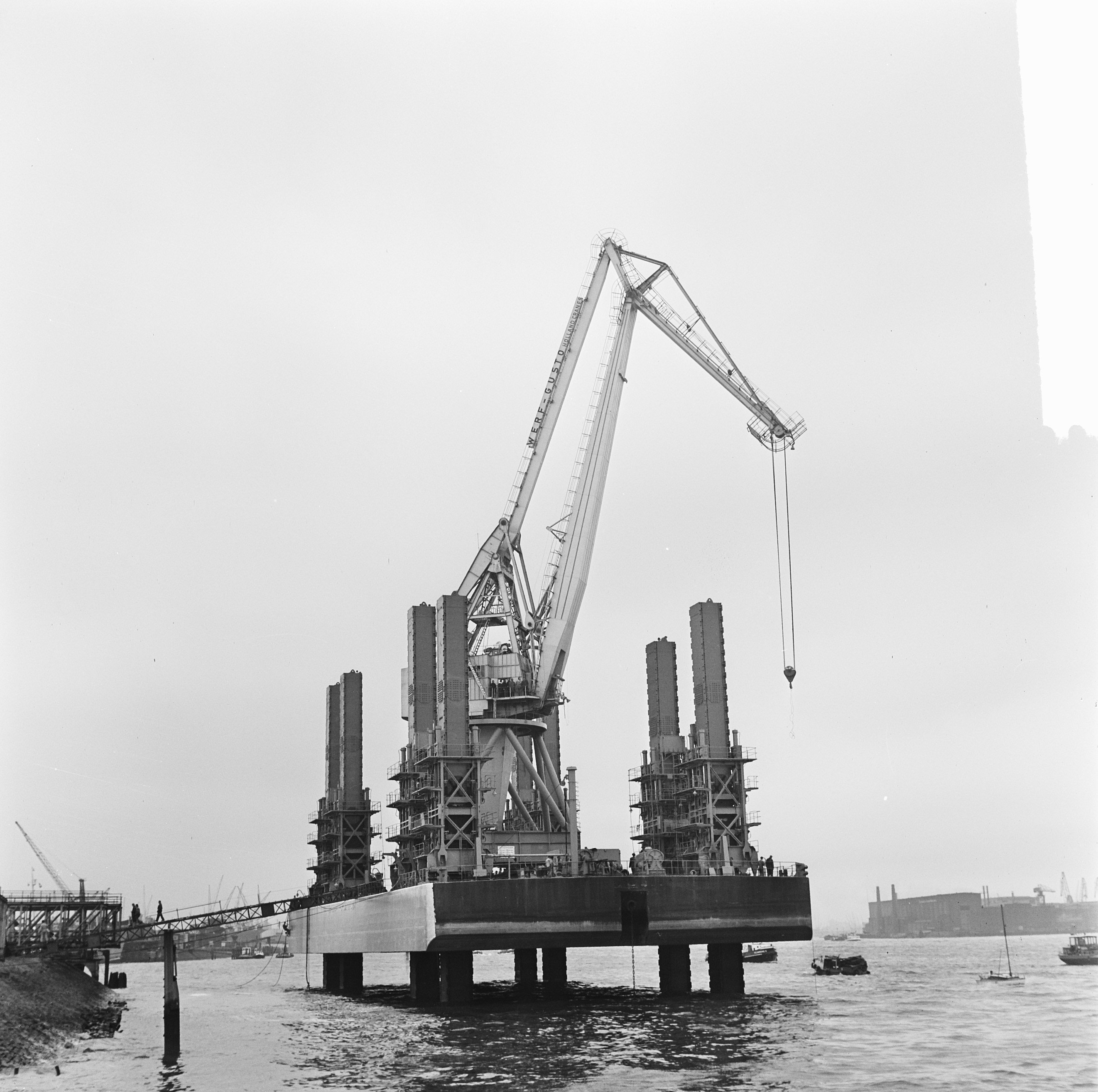
De Lepelaar, in 1964 gebouwd door Gusto

Gusto bouwde in 1959 de eerste jackup naar eigen ontwerp, de SeaShell voor Shell. Dit was de eerste jackup die in Europa ontworpen en gebouwd was en naar dit ontwerp zouden er nog zo'n veertig volgen. Ook de kraanpontons Lepelaar en Kraanvogel maakten gebruik van deze vijzelinstallatie.
In 1963 nam The Offshore Company de Internationale Boormaatschappij (International Drilling Company, IDC) over en breidde zo uit naar de Noordzee-olievelden. Daar vroeg Phillips om jackups te laten bouwen in het Verenigd Koninkrijk. Zo liet IDC de North Star, Constellation en Orion bouwen bij John Brown & Company, speciaal ontworpen voor het zware weer op de Noordzee. In 1969 werd bij John Brown met de Offshore Mercury ook het eerste hefplatform met eigen voortstuwing geïntroduceerd.
De jaren daarna volgden andere ontwerpen, waaronder de Levingston 111 van Levingston Shipbuilding, de Robray 300 van Engineering Technology Analysts (ETA), de BMC-serie van de Baker Marine Corporation, de L-780 van Friede & Goldman, van MODEC, de CJ-serie van het uit Gusto voortgekomen Marine Structure Consultants (MSC) en Keppel FELS.
De waterdieptes namen daarbij langzaam toe, al bleef die beperkt tot zo'n 75 meter tot eind jaren 1970. Daarna werd dieper geboord, waarbij de Trident IV van Sedco Forex, een LeTourneau 116-C, in 1988 met een boorput in 119 meter waterdiepte een nieuw record bereikte. Ook werden ze in toenemende mate ontworpen voor zware weersomstandigheden. LeTourneau ontwierp de onder meer de Gorilla, Friede & Goldman onder meer de JU-2000-serie en de Universal M Class, Keppel FELS een serie van ontwerpen en GustoMSC onder meer de CJ-serie.

### Veiligheid
Dit ging niet zonder problemen en er gingen de nodige jackups verloren. De Qatar Rig No. 1 van Shell ging op 12 december 1956 verloren in een storm. De Mr. Gus kapseisde op 1 april 1957 en twee weken later volgde de Mister K van Golden Meadow Drilling waarbij negen man het leven verloren. Ontwerpen verbeterden, maar dit bleek nog onvoldoende. De eerste twintig jaar na de Tweede Wereldoorlog was de sterkte van orkanen beperkt gebleven en leken de platforms te voldoen. Na orkaan Hilda in 1964, orkaan Betsy in 1965 en orkaan Camille in 1969 van de vierde en vijfde categorie werd echter duidelijk dat dit niet het geval was. Veel platforms ontworpen voor een 25-jarige storm werden verwoest of beschadigd. Zo ging de in 1964 gebouwde Maverick I van Zapata het jaar daarop al verloren in orkaan Betsy.
Al die jaren hadden overheden zich nauwelijks bemoeid met de ongevallen in de offshore-industrie. Het vergaan van de Sea Gem bracht het eerste overheidsonderzoek. Dit werd geleid door J.R. Adams en in 1967 werd de Adams Inquiry gepubliceerd. Het zou echter nog jaren duren voordat de aanbevelingen waren opgenomen in wetgeving. In de Verenigde Staten leidde de olieramp van Santa Barbara in 1969 tot regelgeving met de National Environmental Policy Act (NEPA).
Tot die tijd was toezicht voornamelijk beperkt tot de classificatiebureau's. American Bureau of Shipping (ABS) classificeerde in 1958 de eerste MODU en kwam tien jaar later met de Rules for Building and Classing Offshore Mobile Drilling Units. Dit resulteerde in 1979 in de MODU-code van de IMO.